# 미씽: 그들이 있었다 2
《미씽 : 그들이 있었다 2》는 2022년 12월 19일부터 2023년 1월 31일까지 방송한 tvN 월화 드라마다.

## 기획의도
사라진 사람들, 새로운 영혼 마을, 그들의 간절함에 오지랖 재발동한 '영혼 보는 콤비'의 판타지 추적극

## 제작진

### 제작사
- 메이스엔터테인먼트
- doFRAME

### 연출
- 민연홍 : ( SBS 저녁 일일연속극 《못난이 주의보》(공동연출), SBS 플러스 웹드라마 《여자만화 구두》(공동연출), SBS 아침 일일드라마 《해피시스터즈》(공동연출), OCN 월화 미니시리즈 《애간장》(연출), SBS 토요 미니시리즈 《미스 마 - 복수의 여신》(공동연출), 채널 A 금토드라마 《터치》(연출), OCN 주말 미니시리즈 《미씽: 그들이 있었다》(연출), JTBC 수목 미니시리즈 《인사이더》(연출) 등 연출 )
- 이예림

### 극본
- 반기리
- 정소영

## 등장인물
- (†) 표시는 드라마 상에서 최종적으로 사망한 인물이다.

### 주요 인물
- 고수 : 김욱 (남, 30대) 역 - 여전히 조각같은 외모, 귀를 녹이는 꿀성대, 출구 없이 홀딱 빠져드는 츤데레 매력까지. 나 김욱은 자타공인 대한민국 최고의 사기, 아니 완벽한 남자야. 단점? 그런 거 없는데... 아, 하나 있다. 쓸데없이 정의로운 거. 그게 왜 흠이냐고? 말도 마. 그놈의 정의감 때문에 생사를 오간 게 한 두 번이 아니에요. 기억 안 나? 납치당하는 여자 도와주려다 낭떠러지에서 떨어져 죽을 뻔한 거. 하늘이는 또 어떻고? 괜히 엄마 찾아준다고 약속했다가 유괴범으로 몰리고 미친놈 소리 들었잖아. 내가 한 번 뱉은 말은 꼭 지키고야 마는 성격이라. 훗. 그게 벌써 일 년 전이네. 두온마을... 그 낯선 곳에서 엄마를 만난 게 엊그제 같은데. 사실 지금도 안 믿겨. 며칠 전에 두온마을에 갔었는데 아무것도 없더라고. 카페 하와이, 놀이터, 그때 내가 본 게 다 헛것이었나 싶더라니까. 막말로 죽은 사람이 사는 마을이 있다는 게 말이 돼? 미친놈 소리 들어도 싸지.

근데 말이야. 그게 꿈이든 헛것이든 너무 좋았어. 덕분에 엄마에 대한 오해도 풀렸고, 범수, 준수, 토마스처럼 좋은 사람들도 만났고. 장씨 아저씨랑 고생고생 하면서 마을 사람들 찾으러 다닌 것도 뿌듯했고. 뭐랄까. 안 그래도 멋진 놈이 더 성숙해진 느낌이랄까. 잘난 척 하는 게 아니라 사실이 그렇다고 사실이! 아놔 이런 말까진 안 하려고 했는데, 뉴스 안 봤어? 그 지나가던 시민이 바로 나야! 이런 일 한 두 번도 아니니까 됐다고 극구 사양하는데도 굳~이 주겠다고 해서 어쩔 수 없이 용감한 시민상까지 받았잖아. 내가 그런 사람이라고. 햇빛밝을 욱. 이 세상을 환하게 밝히는 사람! 좀 찜찜한 게 하나 있긴 한데... 그 날 보이스피싱 당할 뻔한 할머니 도와줄 때 말야. 어떤 남자가 나한테 범인을 지목해서 알려줬거든. 그래서 냅다 쫓다가 놓쳤는데 이번에도 그 남자가 나타나서 범인이 반대쪽으로 갔다고 빨리 가보라는 거야. 아니 범인을 봤으면 지가 잡던가 아니면 경찰에 신고를 해야지, 왜 자꾸 나한테 잡으래? 거기 딴 사람도 많았는데 하필 나한테 와서. 이상하지 않아? 그때 이후로 이 녀석이 자꾸 내 주위를 어슬렁거리고 있어. 우연히 만난 척 하면서 반갑게 인사도 하고, 은근슬쩍 날 떠보기도 하고.
아주 수상해. 분명 속셈이 있는 것 같은데 말을 안 하네. 그래서 기억을 되돌려 봤는데 아무래도 이 자식, 그 날도 일부러 접근한 것 같애. 뭐지. 뒷골이 서늘해지는 묘한 기시감은. 이러다 또 골치 아픈 일에 엮이는 거 아냐?
아... 귀찮고 복잡한 거 딱 질색인데. 삘이 온다. 뭔가 쌔한 삘이 와.
- 허준호 : 장판석 (남, 50대) 역 - 요새 주말마다 산에 오르는디 거기서 만난 어르신이 그런 얘기를 하대. 인생은 고통의 바다 위를 걷는 거라고. 생각만 해도 아찔허지. 잔잔한 물 위를 가라고 해도 심장이 철렁할 판에, 고통의 바다라니. 순간 발끈해서 그런 끔찍한 소리 마쇼, 하고 내려왔는디. 곰곰 생각해 본 게 그 말이 맞더라고. 내 인생이 그려. 재작년에 현지 찾아서 집사람 곁으로 보내고 이제 여한이 없다, 남은 생은 덤으로 여기고 조용히 살다 가자 했는디, 밤마다 잠을 잘 수가 없는 거여. 눈을 감으믄 현지 얼굴이 떠오르고, 눈을 떠도 현지가 아른아른 거리고. 너무 늦게 찾았다고 아빠를 원망하는 건지. 아님 뭔 할 말이 있는 건지. 여튼 단 하루도 현지가 곁을 떠나지 않는 것이 영 싱숭생숭 했거든. 근디 이유가 있었더라고.

이런 말 하믄 욱이가 또 지랄지랄 헐 텐디, 나 요새 또 헛것이 보여. 두온마을에서 현지 찾은 이후로 아무것도 안 보이길래 다 끝났구나 싶었는디, 또 보여.
- 안소희 : 이종아 (여, 30대) 역 - 철밥통 공무원을 때려치고 [참조은 전당포]를 운영한지 딱 2년 됐어, 울 엄마 아빤 공무원이야말로 1등 신부, 1등 며느릿감인데 왜 그 좋은 스펙을 차 버렸냐고 아직도 잔소리셔. 내가 뭐 시집 잘 가려고 공무원이 된 줄 아나. 난 어디까지나 이 사회에 보탬이 되는 일을 하고 싶었던 것뿐이라고. 물론 전입신고나 등초본 떼는 일도 훌륭한 업무지. 하지만 그보다 더 보람찬 일을 찾았는데 어떡해. 게다가 그 일은 나 아니면 안 되는 거라고. 욱이 오빠랑 장씨 아저씨가 백날 귀신을 본들, 내 뛰어난 해킹 실력 아녔으면 아직 그 사람들 반도 못 찾았을 걸? 이런 게 진짜 정의사회구현이지. 억울하게 죽은 시체 찾고, 못돼 처먹은 범인은 만천하에 까발리고. 덕분에 두온마을 사람들은 거의 다 찾았어. 한 번도 본 적 없는 사람들인데 꽤 정이 들었나 봐. 한 명 한 명 찾을 때마다 울컥한 걸 보니.

오랜만에 본가에 갔다가 이상한 소문을 들었어. 고등학교 동창 정아가 결혼식 날 사라졌다는 거야. 결혼식에 신부가 안 나타났으니 난리가 났겠지. 그때부터 마녀사냥이 시작된 거 같애. 원래 남자관계가 복잡했다, 신랑 친구랑 바람나서 도망갔다, 명품 사느라고 결혼비용을 날려먹었다, 별별 소문만 무성하고 정작 당사자랑 연락했다는 사람은 없어. 정아 부모님은 동네 사람들 보기 창피하다면서 이사 가버렸대. 울 엄마는 정아랑 친했다는 얘기도 말라는데, 진짜 다들 너무한 거 아냐? 평소에 행실이 좋든 나쁘든 사람이 없어졌으면 찾는 게 우선이지, 정아가 야반도주 하는 거 봤어? 본 사람 있음 나와 보라고!
욱이 오빠랑 장씨 아저씬 내 얘기 듣자마자 경찰에 신고했어. 그리고 같이 정아를 찾아 보재. 역시 정의로운 사람들, 내가 이래서 두 사람을 좋아한다니까!
- 이정은 : 강은실 (여, 50대) 역 - 3공단 거주 30년

가만있어 보자... '은실'이라는 이름으로 불려 본 게 언젠지 기억도 안 나네요, 다들 강선장이라고 불러요. 뭐 틀린 말은 아니지. 이래봬도 내가 생전에 조깃배 몰던 선장이거든. [주원호]라고, 우리 아들 태어나던 해에 배를 사서 아들 이름을 붙였어요. 그때는 신랑이 배타고 나는 집에서 살림하고 애 키웠지. 내가 직접 바다에 나간 건 한~참 후에. 우리 주원이 고등학교 여름방학 때였는데 어느 날 아빠 따라가서 고기 잡아오겠다고 나갔다가 둘 다 안 돌아왔어요. 예보에도 없던 빌어먹을 풍랑이 쳐서 첫 날은 배만 돌아오고 다음날은 아들이 바닷물에 쓸려오고 그 다음날은 남편이 고깃배에 실려 돌아오고... 두 사람 장례 치르고 나서 따라 죽으려고 했는데 오기가 생깁디다. 옘병할 놈의 바다, 죽을 때 죽더라도 곱게 빠져 죽진 말자. 그래서 배를 타기 시작했어요. 오늘 죽어도 좋고, 내일 죽어도 좋다, 그랬는데 죽지도 않고 5년을 탄 거야. 고기도 잘 잡히고 사업장도 커지니까 동네 사람들이 그러대요. 풍랑도 염치가 있어서 나는 비껴간다고.
개뿔. 입방정이 씨가 됐는지 그 해 태풍에 유명을 달리 했어요. 눈 떠보니 여기더라고요. 죽었는데 시체를 못 찾은 사람들이 모여 있다나. 어차피 초상 치러줄 사람도 없는데 잘 됐지 뭐. 그때부터 여기 정붙이고 삽니다. 그게 벌써 30년이 다 됐네. 여긴 말예요, 애들이 너무 많이 와요. 적게는 서너 살부터 많게는 스무 살까지 대체 저 천사같은 것들이 뭘 잘못 했다고 이런 델 오냔 말이지. 속에선 울화통이 터지지만 내가 뭘 할 수 있겠어요. 그냥 따뜻한 밥이나 해먹이자, 해서 시작한 게 이 가게에요. 처음엔 탁자 두어 개 놓고 애들 불러다 밥을 먹였는데 점점 드나드는 사람이 많아져서 아예 식당 겸 전빵을 차렸어요. 맞다, 요샌 전빵이란 말 안 쓴댔지.
암튼 내가 원래 손도 크고 목소리고 크고 좀 요란스러워요. 뭘 했다 하면 대충이 없어. 일을 사서 한달까. 덕분에 이 동네에서 제일 바쁘게 삽니다. 학교 급식 도맡아 하지, 동네 노인들 도시락 만들지, 시도 때도 없이 불쑥 새로 오는 불쌍한 망자들 돌봐야지, 잠시 엉덩이 붙일 틈이 없다니까.
할 일은 많은데 몸뚱이가 하나라 영 불편하기 짝이 없네요.
- 김동휘 : 오일용 (남, 20대) 역 - 태생부터 가난했다, 아빠가 교통사고로 죽고 엄마가 병으로 입원했을 때 난 열일곱이었다. 그때부터 돈을 벌어야 했다. 새벽 우유배달, 편의점 알바, 중국집 배달까지 종일 일했지만 엄마 병원비는커녕 월세 내기도 빠듯했다. 그때 중학교 동창 필중이가 찾아왔다. 고등학교를 때려 쳤다는 필중이는 비싼 운동화에 현찰이 가득 찬 명품백을 들고 있었다.

돈 벌고 싶냐는 필중이 말에 난 사람 죽이는 것만 아니면 뭐든 하겠다고 했다. 그리고...
- 하준 : 신준호 (남, 30대) 역 - 한때 차차차기 경찰청장으로 불리며 잘나가던 강력계 형사였다가, 지금은 실종전담반의 꼴통 형사로 활약하고 있다. 여전히 똑똑하고 잘난 척 하고 재수 없지만 그래도 2년 전에 비하면 사람 됐다고, 백선배가 그랬다. 하긴... 2년 전엔 제정신이 아녔으니까. 여나 시체가 발견되고 나서 한 동안은 먹지도 않고 잠도 안 자고 멍한 상태로 좀비처럼 지냈다. 그때 김욱씨가 찾아와 많은 얘기를 해줬다. 두온마을에서 여나가 얼마나 잘 지냈는지, 얼마나 용감했는지, 얼마나 잘 웃었는지, 얼마나 예뻤는지... 김욱의 헛소리를 언제부터 믿게 됐는지 그건 모르겠다. 한 가지 확실한 건, 그 덕에 다시 일어섰다는 거다. 어쨌든 지금은 실없는 농담도 하고 밥도 잘 먹고 웃기도 한다. 인간 신준호는 상처투성이지만 형사 신준호는 또 다른 실종자를 찾아야 하니까. 실종 사건은 시간과의 싸움이다.

일 분 일 초에 사람 목숨이 달려있다 보니 자연스레 현장에 있는 시간이 늘었다. 백선배가 허구한 날 왜 노숙자 꼴이었는지 이해하게 됐다. 물론 난 백선배와 다르지만.
엊그제 김욱씨 일당(?)이 다녀갔다. 최정아라는 20대 여자가 실종됐으니 찾아 달라면서. 결혼식을 앞두고 사라졌는데 주변에선 아무도 걱정하지 않는다고 했다. 순간 머리가 쭈뼛 섰다. 또?!

### 3공단
- 정은표 : 정영진 (남, 60대) 역 - 3공단 거주 10년

전직 국문학교수, 10년 전 3공단에 왔다. 죽은 아이들이 이렇게나 많다는 사실에 가슴 아파하며 학교를 만들고, 마을 아이들에게 희망을 주기 위해 노력하고 있다. 야외수업, 소풍, 운동회까지 다양한 행사를 하다 보니 학교 행사가 곧 마을의 이벤트가 됐다. 강선장과 함께 마을의 구심점이 되는 인물. 아내가 연금을 못 받게 될까봐 자신의 시체가 발견되지 않기를 바란다. 어떻게 죽었는지 무슨 일이 있었는지 절대 말하지 않는다.
- 권아름 : 양은희 (여, 20대) 역 - 3공단 거주 20년

생전 의대 4학년 재학생이었다, 도서관에서 공부하다 집으로 돌아오는 길에 같은 과 선배를 만난 것이 마지막 기억이다. 현재 3공단 내 분교에서 아이들을 가르치고 있다.
- 김서헌 : 최하윤 (여, 7세) 역 - 3공단 거주 15년

3공단에서 현지와 가장 친했던 아이, 현지에게 선물로 받은 물건을 많이 가지고 있다. 현지가 보여준 사진 속 장판석 얼굴을 기억하고 있다. 영림을 누나처럼 챙기는 어른스런 아이.
- 이천무 : 이영림 (남, 7세) 역 - 3공단 거주 15년

하윤의 단짝, 뉴스를 통해 전국을 떠들썩하게 했던 실종사건의 주인공. 결국 사건은 미제로 남았고 영림은 이 마을에 살고 있다. 자신을 납치한 사람이 누군지 기억하지 못한다. 하윤과 같은 동네 친구이며 함께 납치됐다.
- 김하언 : 이로하 (남, 9세) 역 - 3공단 거주 8년

부모에게 보살핌을 받지 못한 채 노숙생활을 하다가 실종됐다, 또래 아이들보다 의젓하고 눈치도 빠르다. 그림 솜씨가 좋으며 누구보다 달리기를 잘하고 싶어한다.
- 김태연 : 앨리스 (여, 5세) 역 - 3공단 거주

3공단의 막둥이, 필리핀인 엄마와 한국 아빠 사이에서 태어났다. 아빠의 가정폭력으로 사망한 뒤 마을에 왔다.
- 윤지원 : 안혜주 (여, 30대) 역 - 3공단 거주 3년

생전 미술심리치료 센터를 운영했다, 3공단에 와서는 찻집을 운영하며 지내고 있다.
- 백승도 : 정 동지 (남, 20대) 역 - 3공단에서 가장 오랫동안 머무른 인물, 2년 전 압록강 인근에서 유골이 발견되면서 3공단을 떠났다. 두온마을 토마스와 독립운동을 함께한 동지.
- 이효비 : 장현지 역 - 판석의 딸

### 실종전담반
- 지대한 : 백일두 (남, 50대) 역 - 만년경장 딱지를 떼고 드디어 실종전담반 팀장으로 승진했다, 말만 팀장이지 실종자 찾겠다고 현장을 뒤지고 다니느라 여전히 노숙자 꼴이다. 강력반 에이스 준호가 실종전담반에 자원한 것을 고맙게 여기면서도 실적 없는 팀에 지쳐 딴 팀으로 갈까 봐 전전긍긍하는 중. 2년 전, 현지를 찾은 이후에도 장판석과 긴밀한 관계를 유지하며 정보를 수집하고 있다. 장씨와 오랜 친분으로 알아낸 게 있는데 그가 건넨 단서를 따라가면 반드시 뭐가 나온다는 것. 장판석에게 뭔가 있다는 걸 의심하면서도 캐묻진 않는다. 매일 아침 책상 위에 수북하게 놓인 실종 전단지를 보며, 반드시 그들을 집으로 데려오겠다고 다짐하는 열혈 형사.
- 이한익 : 오건우 (남, 20대) 역 - 실종전담반 형사
- 김건호 : 이만식 (남, 40대) 역 - 현재 마약반 팀장, 얼핏 보면 얼굴에 짜증이 가득이고 후배들에게 툴툴 거리는 것 같지만, 알고 보면 성격도 성향도 모든 것이 원만한 직장인(?) 타입. 위, 아래 모든 사람을 잘 챙기기 때문에 적이 없어 경찰청 내에서 평판 좋고. 눈치 빠르고 적당히 운도 있어 실적도 좋다. 그래서인지 백일두보다 후배임에도 승진이 훨씬 빨랐다. 1년 전, 실종전담반에서 마약반으로 옮긴 직후부터 국내 최대 규모의 마약 조직을 수사하고 있다. 실종전담반 사건과 엮이면서 공조 아닌 공조를 시작한다.

### 마약조직
- 김태우 : 노윤구 역 - 마약상. 마약판매조직의 보스
- 미상 : 골리앗 역 - 국내 최대 마약 조직의 총책
- 정윤재 : 김필중 (남, 20대) 역 - 오일용의 중학교 동창이자, 마약 조직의 중간관리책. 조직의 신뢰를 받기위해 오일용을 살해.
- 남현우 : 고상철 (남, 30대) 역 - 골리앗 조직에서 마약 배달을 하고 있는 조직원이지만 실상은 마약반에서 활동했던 위장잠입한 경찰이었다.
- 권동호 : 이광택 역 - 마약판매조직원. 고상철의 정체를 알고 그를 살해.

### 그 외
- 임선우 : 문세영 (여, 30대) 역 - 김욱의 첫사랑이자 보라의 어머니, 생계를 위해 유흥주점에서 일하다 실종된다.
- 최명빈 : 문보라 (여, 10대) 역 - 미혼모 엄마와 단 둘이 살고 있고 가정 형편도 넉넉하지 않지만 어디서든 절대 꿀리지 않는 강철 자존감의 소유자, 걸그룹 수준의 미모에 야무진 말빨, 학교 성적도 열 손가락 안에 든다. 누굴 닮아서 그렇게 똑부러지냐고 물으면 1초의 망설임도 없이 '아빠'를 닮았다고 대답한다. 태어나서 단 한 번도 아빠를 본 적 없지만 보라는 자신이 아빠를 닮았다고 확신하고 있다. 왜냐고? 엄마를 전혀 안 닮았으니까. 몇 년 전 엄마한테 엉엉 울면서 왜 나만 아빠가 없냐고 따져 물은 적이 있었다. 그때 엄마가 처음으로 아빠 사진을 보여줬다. 사람이 데이트할 때 찍은 사진이었는데 보라는 사진 속 아빠를 본 뒤 두 번 다시 친구들을 부러워하지 않았다. (이렇게 잘생긴 아빠가 있다니)

엄마는 밤늦게까지 식당에서 일을 한다고 했지만 사실은 술집에서 일한다는 걸 알고 있었다. 그래도 말도 없이 외박을 한 적은 없었는데 그날 밤 집에도 오지 않았고 그 다음 날도 다음 날도... 엄마는 나타나지 않았다. 엄마에게 무슨 일이 생겼구나. 보라는 엄마를 찾아 나섰자만 엄마 주변 사람들은 엄마가 딸을 버리고 도망친 거라고 했다. 보라는 믿지 않았다. 경찰에 가서 신고도 했고 전단지를 만들어서 여기저기 붙이고 다녔다.
- 이덕희 : 김명자 (여, 60대) 역 - 양은희의 친모, 20년 동안 딸을 찾으러 다녔다. 보이스피싱을 당하기 직전 김욱의 도움으로 위기를 면한다.
- 체리쉬 마닝앗 : 나수진 (여, 20대) 역 - 필리핀 여성으로 앨리스의 친모, 가난한 가족에게 생활비를 보내기 위해 국제결혼을 했다. 말이 통하지 않는 45세 한국 남편은 술만 마시면 수진과 어린 딸을 때렸다. 폭력을 견디다 못해 필리핀으로 도망치려는 계획을 세웠다.
- 손광업 : 이진성 역 - 로하의 아버지
- 이은주 : 고은정 역 - 로하의 어머니
- 조은솔 : 박영준 역
- 송덕호 : 조정식 역
- 이교엽 : 이근형 역 - 종아의 고향 친구
- 윤병희 : 장기매매 브로커 역
- 김균하 : 안성준 역 †
- 미상 : 안성준을 살해한 범인 역
- 오유나 : 최정아 역 †
- 미상 : 경찰 역
- 권혁 : 이태현 역
- 고은영 : 이태현의 여자친구 역
- 박상훈 : 민승재 역 †
- 이가연 : 민예원 역
- 맹봉학 : 상철의 아버지 역
- 김혜정 : 상철의 어머니 역
- 오윤홍 : 김건주 역
- 미상 : 임종윤 역
- 미상 : 이선희 역
- 이윤재 : 이동민 역

### 특별출연
- 송건희 : 토마스 역
- 강말금 : 김현미 역
- 이주원 : 박영호 역
- 임시완

## 시청률
최저 시청률과 최고 시청률은 시청률 조사회사와 지역별로 시청률에 차이가 있을 수 있습니다.
| 2022년 | 2022년    | 2022년         | 2022년       | 2022년 |
| 회차   | 방송일    | AGB 시청률     | AGB 시청률   |        |
| 회차   | 방송일    | 대한민국(전국) | 서울(수도권) |        |
| ------ | --------- | -------------- | ------------ | ------ |
| 제1회  | 12월 19일 | 3.735%         | 4.246%       |        |
| 제2회  | 12월 20일 | 4.073%         | 4.023%       |        |
| 제3회  | 12월 26일 | 4.399%         | 5.130%       |        |
| 제4회  | 12월 27일 | 4.544%         | 4.848%       |        |
| 2023년 |           |                |              |        |
| 제5회  | 1월 2일   | 4.667%         | 5.326%       |        |
| 제6회  | 1월 3일   | 4.443%         | 5.054%       |        |
| 제7회  | 1월 9일   | 4.421%         | 5.163%       |        |
| 제8회  | 1월 10일  | 4.454%         | 4.538%       |        |
| 제9회  | 1월 16일  | 4.265%         | 4.576%       |        |
| 제10회 | 1월 17일  | 4.592%         | 4.920%       |        |
| 제11회 | 1월 23일  | 3.783%         | 3.877%       |        |
| 제12회 | 1월 24일  | 3.975%         | 3.809%       |        |
| 제13회 | 1월 30일  | 4.914%         | 5.282%       |        |
| 제14회 | 1월 31일  | 5.902%         | 6.459%       |        |

## 참고 사항
- 극중 김명자 역을 맡았던 이덕희는 맛 좀 보실래요이후 4년만에 복귀하였다.
- 극중 신준호 역을 맡았던 하준과 박영호 역을 맡았던 이주원은 범죄도시 2 이후 1년만에 복귀하였다.